# Фадж
Фадж (англ. fudge) — название молочной тянучки в англоязычных странах, где принято различать ирис без добавления молока (toffee) и ирис с молоком (fudge). В отличие от коллег во многих других странах, английские кондитеры обязательно подвергают ирисную массу взбиванию.
В США наиболее популярен тёмный шоколадный фадж, при изготовлении которого используется дополнительный ингредиент — какао-порошок или тёртый шоколад. Другой распространённый ароматизатор — ванилин. В состав фаджа часто вводят орехи и изюм.
Отдалённо напоминающая фадж помадка на фруктово-молочной или фруктово-сливочной основе с дроблёными орехами в странах бывшего СССР называется шербетом.